# Chemillé
Chemillé é uma ex-comuna francesa na região administrativa da Pays de la Loire, no departamento de Maine-et-Loire. Estendeu-se por uma área de 49,2 km². Em 2010 a comuna tinha 21 583 habitantes (densidade: 438,7 hab./km²).
Em 2013 foi fundida com a comuna de Melay para a criação da nova comuna de Chemillé-Melay.

## Demografias
Atualmente, Chemillé contém 6.967 (segundo a página da wikipedia em francês são 7.113) habitantes e seu povoado contém mais de 21.000 habitantes.
| 1793  | 1800  | 1806  | 1821  | 1831  | 1836  | 1841  | 1846  | 1851  |
| ----- | ----- | ----- | ----- | ----- | ----- | ----- | ----- | ----- |
| 4 074 | 3 112 | 3 188 | 3 529 | 3 694 | 3 888 | 4 049 | 4 547 | 4 722 |

| 1856  | 1861  | 1866  | 1872  | 1876  | 1881  | 1886  | 1891  | 1896  |
| ----- | ----- | ----- | ----- | ----- | ----- | ----- | ----- | ----- |
| 4 853 | 4 703 | 4 414 | 4 330 | 4 291 | 4 420 | 4 515 | 4 467 | 4 365 |

| 1901  | 1906  | 1911  | 1921  | 1926  | 1931  | 1936  | 1946  | 1954  |
| ----- | ----- | ----- | ----- | ----- | ----- | ----- | ----- | ----- |
| 4 257 | 4 171 | 4 270 | 3 940 | 4 024 | 4 123 | 4 016 | 4 133 | 4 195 |

| 1962 | 1968  | 1975  | 1982  | 1990  | 1999  | 2008  | 2009  | - |
| --- | ----- | ----- | ----- | ----- | ----- | ----- | ----- | - |
| 4 510 | 4 735 | 5 108 | 5 748 | 6 016 | 6 169 | 6 951 | 6 967 | - |
| Para os censos de 1962 a 2006 a população legal corresponde à popolução sem duplicidades, segundo define o INSEE. |       |       |       |       |       |       |       |   |